# Ân Quán
Ân Quán (tiếng Trung: 殷觀; bính âm: Yin Guan; ? - ?), tự Khổng Hưu (孔休), là quan viên, mưu sĩ dưới trướng quân phiệt Lưu Bị thời Tam Quốc trong lịch sử Trung Quốc.

## Cuộc đời
Không rõ hành trạng ban đầu của Ân Quán, chỉ biết ông là người Kinh Châu, không rõ quận huyện. Sách Hồ Quảng thông chí chép rằng Quán quê ở huyện Nghi Thành, quận Nam, sau tách thành quận Tương Dương. Quán là người có thanh danh, được xem là tuấn kiệt của đất Kinh Sở.
Năm 209, Lưu Kỳ qua đời. Lưu Bị kế nhiệm Kinh Châu mục, lấy Ân Quán làm châu chủ bộ.
Năm 210, Chu Du chết bệnh, Tôn Quyền cùng Lưu Bị tiến hành đổi Nam quận lấy Giang Hạ. Dù vậy, Tôn Quyền vẫn muốn kế thừa chiến lược đánh chiếm Ích Châu (Ba Thục) của Chu Du. Nhưng do Nam quận, cũng bao gồm con đường tiến vào đất Thục, đã đổi với Lưu Bị, nên Tôn Quyền phái sứ giả đến đề nghị Lưu Bị cùng nhau tiến quân: Giặc gạo Trương Lỗ cát cứ Ba, Hán, là tai mắt của Tào Tháo nhằm chiếm Ích Châu. Lưu Chương không biết dùng binh, không thể tự bảo vệ mình. Nếu Tào Tháo chiếm được đất Thục, thì Kinh Châu nguy rồi. Giờ trước hết nên đánh Chương, sau đó chém Trương Lỗ, nối thành một dải, nhất thống Ngô, Sở. Dù cho có mười Tào Tháo cũng không đáng sợ.
Đa số quần thần đều tán đồng đánh Thục. Ân Quán lại trước hết đứng ra phản đối: Nếu làm tiên phong của Ngô, tiến thì khó thắng Thục, lùi bị Ngô kiềm chế, mọi chuyện hỏng mất. Giờ chỉ cần ủng hộ Ngô đánh Thục, lại nói rằng "các quận mới theo về, không thể vọng động", Ngô chắc chắn sẽ không dám bỏ qua ngài mà tự chiếm đất Thục. Đây là kế lấy lùi làm tiến, có thể thu lợi từ cả Ngô lẫn Thục.
Lưu Bị nghe theo kế sách của Quán, khiến mưu đồ của Tôn Quyền thất bại. Quán được thăng chức Kinh Châu biệt giá tùng sự.
Năm 211, Ân Quán theo Lưu Bị vào đất Thục. Từ đây không còn ghi chép.

## Ân Thuần
Ân Thuần (tiếng Trung: 殷纯; bính âm: Yin Chun; ? - ?), không rõ tên tự, là quan viên dưới quyền Hán Trung vương Lưu Bị, giữ chức Đại tư mã Thuộc. Năm 220, Tào Phi soán Hán, Ân Thuần, Trương Duệ cùng các quan viên cùng nhau khuyên Lưu Bị đăng cơ. Chưa rõ quan hệ giữa Ân Quán và Ân Thuần.

## Trong văn hóa
Ân Quán không xuất hiện trong tiểu thuyết Tam quốc diễn nghĩa của La Quán Trung.
Ân Thuần xuất hiện ở hồi 80, giữ chức Đại tư mã, tham dự khuyên Lưu Bị đăng cơ.